# Vladykino-Moskovskoje
Vladykino-Moskovskoje (Russisch: Владыкино-Московское), meestal kortweg Vladykino, is een station aan de kleine ringspoorlijn in de Russische hoofdstad Moskou. Het station is genoemd naar het dorp dat hier lag en eigendom was van de bojaren familie Shoeïski en Patriarch Nikon. Begin twintigste eeuw was hier een vakantiedorp met als beroemdste bewoonster Maria Nikolajevna Jermolova die hier ook begraven is.
Het station uit 1908 ligt tussen de Botanischetuin aan de zuidkant en een industrieterrein aan de noordkant, en kende tot 1930 ook al personenvervoer. Vanaf het station loopt een verbindingsspoor naar Beskoednikovo aan de lijn van en naar station Moskva Savjolovskaja. Daarnaast zijn er diverse aansluitingen naar aangrenzende bedrijven. Tot 1960 was er ook een verbindingsspoor met de Oktoberspoorweg tussen Moskou en Petersburg.
Op 3 mei 2014 werd het station gesloten voor de vrachtdienst en begon de ombouw van de kleine ringspoorweg voor de hervatting van het personenvervoer. Hiertoe worden aan de zuidrand van het emplacement ter hoogte van het metrostation nieuwe perrons gebouwd die een rechtstreekse toegang krijgen tot het metrostation. Op 10 september 2016 heeft de MZD de reizigersdienst hervat onder de naam Centrale ringlijn en lijnnummer 14.  

## Galerij

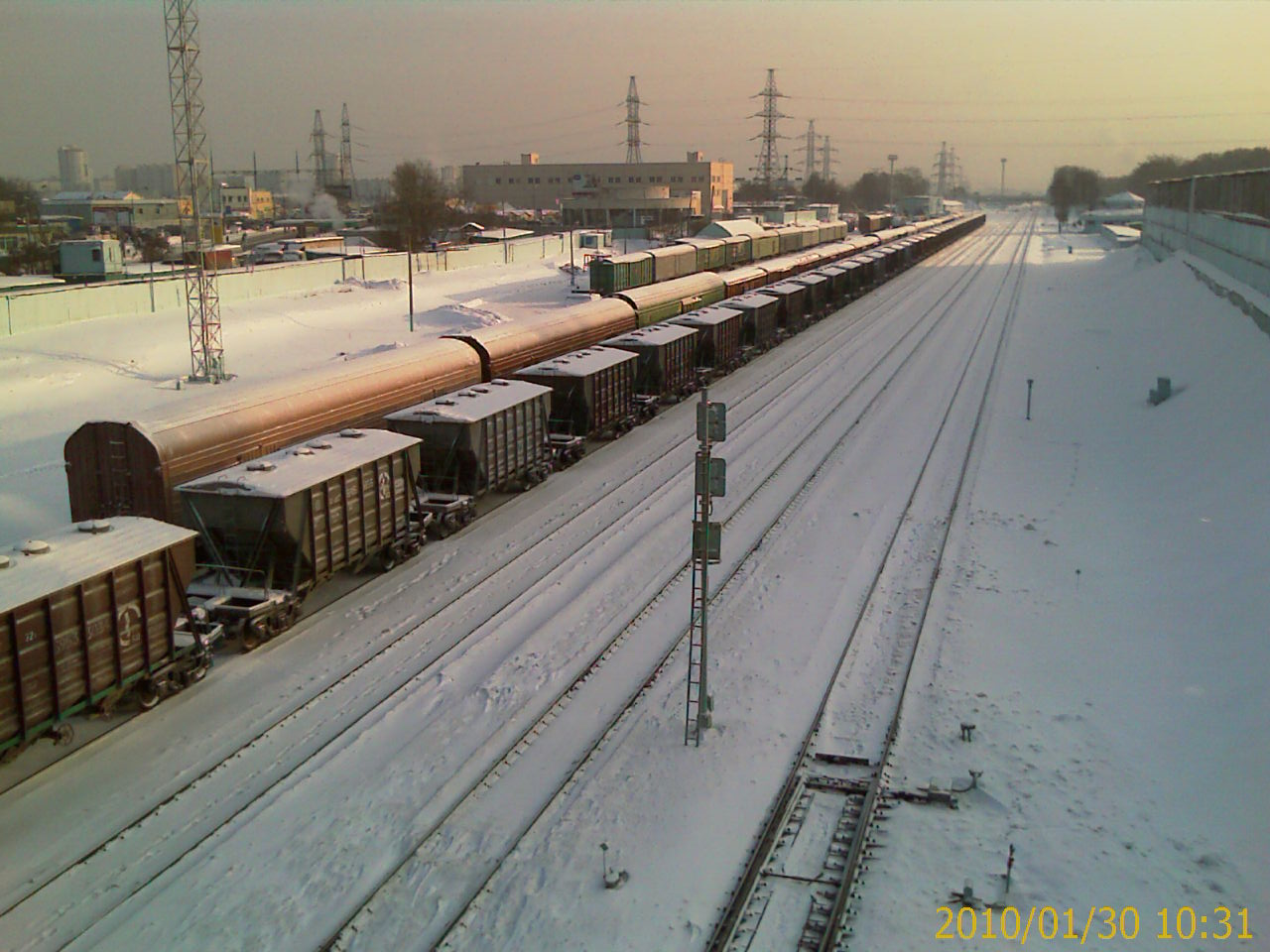
Het station gezien uit het westen, links achter de treinen op het opstelterrein het ronde metrostation, rechts de doorgaande sporen waarlangs de huidige perrons liggen.
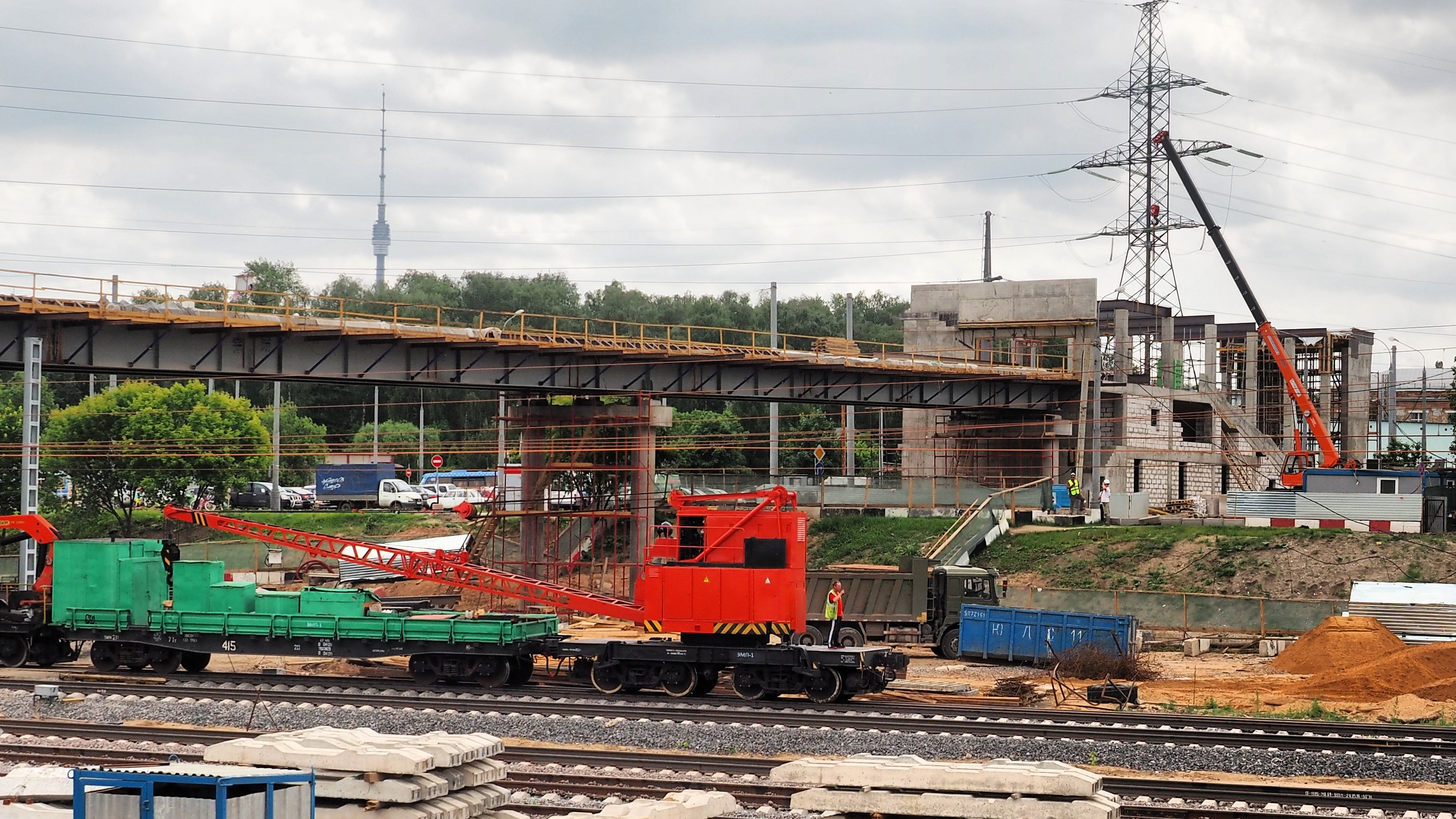
De bouw van het station in juni 2016 gezien uit het noorden, met op de achtergrond de tv-toren aan de zuidkant van de botanische tuin.
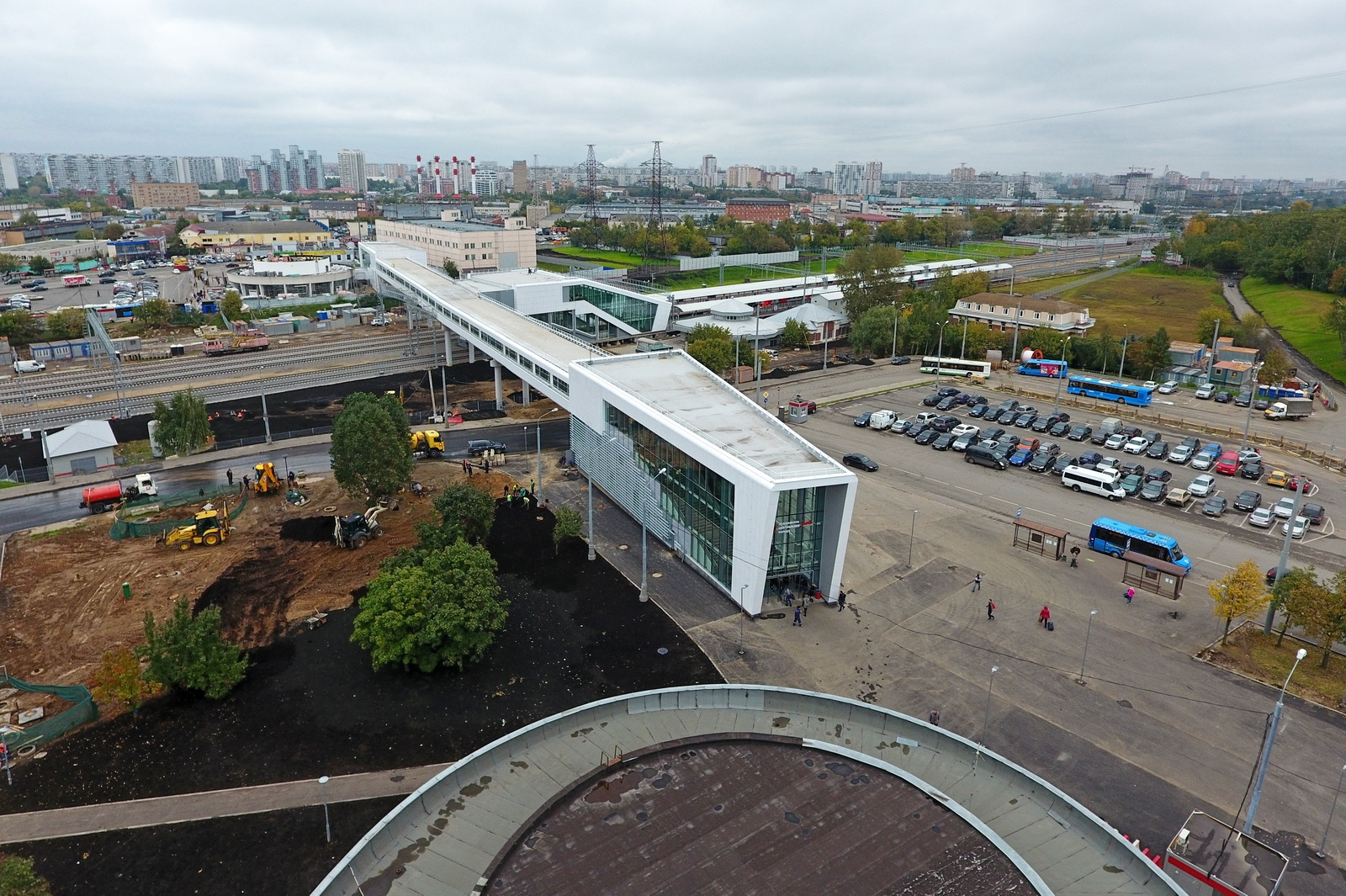
Het station met loopbrug tussen de twee ronde toegangsgebouwen van de metro, gezien uit het zuiden